# Backa (Hedemora)
Backa is een plaats in de gemeente Hedemora in het landschap Dalarna en de provincie Dalarnas län in Zweden. De plaats heeft 176 inwoners (2005) en een oppervlakte van 35 hectare.